# 久保歌恋
久保 歌恋（くぼ かれん、2008年〈平成20年〉12月25日 - ）は、日本の歌手、俳優であり、MISS MERCYメンバーである。
三重県出身。東京都在住。スターダストプロモーション所属。

## 略歴
2021年、スターダストプロモーションにスカウトされ芸能界入りし、スターダストプロモーション名古屋営業所に所属した。名古屋営業所のレッスン生グループ「N-Twinkle TRIBE」のメンバーとして活動を開始する。
2022年、スターダストプロモーションの女性アイドルグループ私立恵比寿中学の新メンバーオーディションに参加した結果、同年8月に開催された最終審査となる『エビ中新メンバーオーディション合宿2022』（ニコニコ生放送）まで進出したが不合格となった。
2023年3月、両親の都合に伴い東京へ上京した。
2023年6月30日、2971名の中から『Seventeen』（集英社）のミスセブンティーン2023ファイナリスト10名に選出された。同年8月23日に発表されたミスセブンティーン2023には選出されなかった。
2025年7月27日、スターダストプロモーションのダンスボーカルグループMISS MERCYに「KAREN」名義で加入した。

## 人物・エピソード
- 憧れの人物はももいろクローバーZの百田夏菜子[11]。

## 出演

### テレビ番組
- コアラモード.小幡康裕のガチンコスターダストプラネット - （フジテレビNEXT、2022年1月27日、3月15日、5月10日、6月21日、10月20日、12月15日、2023年1月26日、2月21日）
- しおこうじ玉井詩織×坂崎幸之助のお台場フォーク村NEXT - （フジテレビNEXT、2022年5月10日、12月25日）
- 超無敵クラス（日本テレビ、2023年10月15日）[12]

### イベント
- 「SHACHI 大黒柚姫生誕イベント「Yuzuki’s Birthday カーニバル!! ～柚姫をWAKU WAKUさせて～」」ダイアモンドホール （2021年9月21日）
- 「TEAM SHACHI “OVER THE HORIZON ~はちゃめちゃ！パシフィコ！~ ”」パシフィコ横浜 （2021年10月24日） ※バックダンサーとして出演
- 「N-Twinkle TRIBE単独イベント」タワーレコード近鉄パッセ店屋上イベントスペース （2022年4月29日)
- 「スタプラ研究生 THE THIRD〜にじいろの未来と願い〜」※ゲスト出演（2024年3月17日）

### 雑誌
- 夕刊三重新聞社 （2022年1月26日）